# ベネディクトゥス6世 (ローマ教皇)
ベネディクトゥス6世（Benedictus VI, ? - 974年7月/8月）は、ローマ教皇（在位：973年 - 974年）。
ヒルデブランド（Hildebrand）の子としてローマに生まれる。神聖ローマ皇帝オットー1世によって973年1月19日に教皇座に就任する。ベネディクトゥス6世は在任中に多くの修道院や教会に特権を付与した。オットー1世の死後、ローマ市民によってサンタンジェロ城に幽閉される。およそ2か月後の974年7月か8月に、悪名高いテオドラの子であるローマ貴族クレッシェンティウス1世 (en) の命令によって、ベネディクトゥス6世は絞殺された。オットー2世の使者シッコ（Sicco）によってサンタンジェロ城から逃走されることを避けるためであった。